# Mahzen
Mahzen (arabsko المخزن, maroško arabsko لمخزن, berbersko ⵍⵎⴻⵅⵣⴰⵏ, lmexzen) je vladna institucija v Maroku in do leta 1957 v Tuniziji, osredotočena na monarha in sestavljena iz kraljevih veljakov, najvišjega vojaškega osebja, lastnikov zemljišč, šefov varnostnih služb, javnih uslužbencev in drugih trdno povezanih članov establišmenta. Izraz mahzen se v Maroku pogosto uporablja tudi kot sopomenka za državo ali vlado. 

## Etimologija
Beseda mahzen (arabsko مخزن)  dobesedno pomeni skladišče in je izpeljana iz arabske besede hazana, ki pomeni shranjevati. V mahzenu so maroški kraljevi državni uslužbenci prejemali svoje plače. Beseda je kasneje postala sinonim za družbeno elito in se je lahko nanašala tudi na državo ali njene akterje. Ta raba je vse redkejša in jo uporablja predvsem starejša generacija. 
Beseda izvira iz španske oziroma portugalske besede almacen oziroma armazém (z dodatkom arabskega določnega člena), ki pomeni skladišče.
V berberski kulturi Maroka je berberski ekvivalent za mahzen (skladišče) beseda agadir. Berberska plemena so imela agadir (skladišče plemenskih pridelkov in dragocenosti) za središče moči, ki ga varuje in upravlja pravni sistem.

## Mahzen v Maroku
Mahzen je  v Maroku zelo star pojem in približno sovpada s pojmom fevdalne države pred francoskim protektoratom v Maroku. Bilād al-makhzen (dežela mahzena) se je imenovalo  območje pod oblastjo centralne vlade, medtem ko so se območja pod oblastjo plemen imenovala bilād as-siba (dežela disidence).
Hubert Lyautey, ki je med letoma 1912 in 1925 v obdobju protektorata služil kot generalni rezident Maroka, je bil goreč zagovornik posredne kolonizacije, zlasti na berbersko govorečih območjih. Lyautey je ohranil vlogo mahzena in jo celo okrepil tako, da je pomembne vloge dodelil lokalnim veljakom. Lokalni veljaki so delovali kot vezni člen med prebivalstvom in francoskimi oblastmi.

## Mahzen v Tuniziji
V Tuniziji je izraz mahzen pomenil politične in upravne ustanove Tuniškega bejlika pred razglasitvijo republike leta 1957. Mahzen so sestavljale družine turškega izvora in turško govoreči mameluki evropskega porekla, ki so se poročali s partnerji iz bogatih tunizijskih trgovskih in veleposestniških družin. Ta mreža družin je prevladovala na visokih državnih položajih, vodstvu vojske ter na pomembnih položajih v regijah zunaj prestolnice. Tesno povezana je bila tudi z glavnim ulemo. Znane so bile kot mahzenske družine.
Zunaj glavnega mesta in večjih mest izraz mahzen ni označeval vodilnih družin, ki so bile blizu režimu, ampak družine iz lokalnih plemen, ki so imele zaupen odnos z vladajočo družino. Pomembne družine in režimu  zvesta plemena so skupaj sestavljala establišment države.